# Isuzu Novociti Life
Isuzu Novociti Life – niskopodłogowy autobus miejski klasy MINI produkowany od 2018 przez tureckie przedsiębiorstwo Anadolu Isuzu pod marką Isuzu.

## Historia i opis modelu
Isuzu Novociti Life zostało zaprezentowane po raz pierwszy na targach Busworld w belgijskim Kortrijk w październiku 2017, natomiast produkcja seryjna w podstambulskiej fabryce Anadolu Isuzu rozpoczęła się w lutym 2018. Stylistyka, nawiązująca do 12-metrowego modelu Citiport, nagrodzona została w konkursie designerskim A'Design Award & Competition w 2018. Autobus napędza, spełniający normy emisji spalin Euro 6, silnik FPT NEF4 o mocy 137 kW (186 KM) i maksymalnym momencie obrotowym wynoszącym 680 Nm. Autobus standardowo wyposażony jest w automatyczną skrzynię biegów Allison, opcjonalnie dostępna jest również przekładnia manualna ZF. Układ napędowy w całości znajduje się z tyłu pojazdu.
Isuzu Novociti Life może zabrać na pokład maksymalnie 60 pasażerów. Pojazd posiada 21 stałych miejsc siedzących, z czego osiem dostępnych jest bezpośrednio z poziomu niskiej podłogi. Dodatkowo, pośrodku autobusu mogą znajdować się cztery rozkładane siedziska. Dostęp do wnętrza zapewniają dwie pary drzwi: przednie jednoskrzydłowe, otwierane do środka, i tylne dwuskrzydłowe, odskokowo-przesuwne, z wysuwaną rampą pozwalającą wejść osobie na wózku inwalidzkim.
Pierwszym odbiorcą Isuzu Novociti Life w Polsce, a zarazem w Europie, było MPK Łódź, które zamówiło 24 sztuki; autobusy dostarczono w lutym 2019. Wcześniej, na rodzimym rynku tureckim, sprzedano 200 sztuk pojazdu. W lutym 2025 autobusy tego modelu należące do MPK Łódź wystawiono na sprzedaż.

### Isuzu Novociti Volt
W październiku 2019, na targach Busworld w Brukseli, zaprezentowano w pełni elektryczną wersję autobusu o nazwie Novociti Volt. W prototypowym egzemplarzu zastosowano silnik TM4 Sumo MD o mocy 240 kW i maksymalnym momencie obrotowym wynoszącym 2300 Nm. Na dachu autobusu umieszczono akumulatory litowo-jonowe o pojemności 200 kWh, zapewniające, według producenta, zasięg do 270 km. Na dachu znalazły się także trzy panele słoneczne do zasilania urządzeń niskonapięciowych (24 V).
Kolejna prezentacja Isuzu Novociti Volt odbyła się w marcu 2020 na targach Busworld Turkey w Stambule. Producent zapowiedział, że autobus będzie dostępny w dwóch konfiguracjach akumulatorów: o pojemności 140 kWh pozwalającymi przejechać 210 km na jednym ładowaniu oraz o pojemności 268 kWh zapewniające zasięg do 400 km. Napęd stanowić będzie silnik TM4 Sumo MD o mocy 255 kW i maksymalnym momencie obrotowym wynoszącym 2355 Nm. Poprzez jedno gniazdo plug-in możliwe będzie zarówno wolne ładowanie AC (22 kW) jak i szybkie ładowanie DC (140 kW). Produkcja seryjna autobusu ma się rozpocząć w 2021.

## Eksploatacja w Polsce
Autobusy Isuzu Novociti Life są obecnie eksploatowane przez następujące polskie przedsiębiorstwa (stan na 25.02.2025r.)::
| Wersja              | Przewoźnik                    | Liczba | Rok produkcji          |
| ------------------- | ----------------------------- | ------ | ---------------------- |
| Isuzu Novociti Life | BZK Bochnia                   | 2      | 2023                   |
| Isuzu Novociti Life | Dolnośląskie Linie Autobusowe | 3      | 2021                   |
| Isuzu Novociti Life | Kaliskie Linie Autobusowe     | 2      | 2018, 2020             |
| Isuzu Novociti Life | Komunikacja Beskidzka         | 2      | 2024                   |
| Isuzu Novociti Life | Lazar Zendek                  | 4      | 2022, 2023             |
| Isuzu Novociti Life | MPK Łódź                      | 42     | 2018, 2020             |
| Isuzu Novociti Life | MZK Głowno                    | 2      | 2020                   |
| Isuzu Novociti Life | MZK Nowy Targ                 | 2      | 2019                   |
| Isuzu Novociti Life | MZK Żywiec                    | 1      | 2018                   |
| Isuzu Novociti Life | Nowak Transport               | 8      | 2018, 2020, 2022, 2024 |
| Isuzu Novociti Life | PKS Oława                     | 2      | 2024                   |
| Isuzu Novociti Life | PKS Racibórz                  | 8      | 2018, 2019             |
| Isuzu Novociti Life | PKS Rzeszów                   | 5      | 2020, 2023             |
| Isuzu Novociti Life | PKS Tarnobrzeg                | 3      | 2024                   |
| Isuzu Novociti Life | Transgór                      | 7      | 2019, 2022             |
| Isuzu Novociti Life | ZDiM Płońsk                   | 1      | 2021                   |
| Isuzu Novociti Volt | UMiG Września                 | 1      | 2023                   |
| Suma                | Suma                          | 95     |                        |